# All the Plans
All the Plans es el cuarto álbum de estudio de Starsailor. Fue anunciado su lanzamiento en octubre de 2008 y lanzado el 9 de marzo de 2009.  El álbum fue lanzado por itunes en Estados Unidos a tiempo para la aparición de Starsailor en el show de Jay Leno el 30 de abril de 2009.
Inicialmente llamado "All the Plans" o "Boy In Waiting" el título del álbum fue revelado públicamente el 16 de octubre de 2008.  Este es el primer álbum que Starsalior lanzó con Virgin Records.
Starsailor ha trabajado con Steve Osborne quien previamente había ya trabajado con ellos para la realización del álbum debut de la banda Love Is Here y con el Ingeniero Dan Austin quien en aquellos momentos estaba trabajando también para Doves en su cuarto álbum de estudio Kingdom Of Rust al mismo tiempo.
La gran mayoría de la información acerca de la realización del álbum ha sido tomada de los mensajes escritos por James en el Myspace de la banda.

## Historia
El álbum número cuatro encontró a Starsailor siete años dentro de un contrato de grabación que les ha permitido tocar en varios pueblos al noroeste de UK y ser presentados ante el mundo.
La banda grabó el álbum en Henley y Rich Warren trabajó con ellos en el estudio. En febrero de 2008 fue anunciado por James Walsh que el álbum había sido finalizado y que la banda estaba mezclando el álbum en un estudio en Chiswick llamado "Sofa Lounge". También estuvieron poniéndole "los últimos toques a un ocupado verano programado".
De acuerdo al diario británico The Sun, Ronnie Wood de The Rolling Stones estuvo de acuerdo en trabajar con la banda en su nuevo álbum después de un diálogo que tuvo con el líder de la banda James Walsh. James dijo a The Sun que: "Pensamos que podríamos preguntar. Esperábamos que él estuviera muy ocupado pero él estuvo de acuerdo. Dijo que le gusta nuestro trabajo y vino por una semana. Fue fantástico."

## Estilo del Álbum y dirección
De acuerdo con los mensajes de la banda, el nuevo Álbum de Starsailor sería una mezcla entre su lado más pesado y la parte más romántica mostrada en los previos álbumes a On the Outside.
"En todo caso, estoy seguro que muchos de los fans estarán emocionados con la continuación. Está más cerca al espíritu del primer álbum- tiene realmente alma en esto. Nos hemos ido más por lo emocional, hasta llegar a un acercamiento sentimental. Nos fuimos un poco por la tangente del rock en el último álbum. Fue muy divertido pero es hora de volver a nuestras rutas" Dijo James Walsh en una entrevista para el periódico digital Scotsman.com.
El 21 de marzo de 2008, James Walsh escribió lo siguiente:
Ha habido un énfasis en las melodías fuertes y arreglos simples para este álbum y la guitarra tocada por Richard Warren ha mejorado definitivamente el sonido. No soy quien para menospreciar el último álbum diciendo que este es 100 veces mejor porque el álbum anterior definitivamente tiene sus méritos. Sin embargo, hemos dedicado mucho más escribiendo y grabando este otro y el resultado es el perfecto compañero de «Love Is Here».
De acuerdo a Manchester Evening News no hay un tema en particular en el futuro álbum de Starsailor pero "la vida marital y la política internacional son algunos de los ingredientes claves" y musicalmente habrá "mucho soul en el nuevo álbum". "Hemos tratado de escribir canciones clásicas" dijo James.

En una entrevista para James Oldham, el vocalista James Walsh expresó que piensa que piensa que, quizás ellos estuvieron un poco a la defensiva ante la presión de los medios: 

"Queríamos probarle a la gente que estaban equivocados. Trabajar con Phil Spector en el segundo álbum (de hecho sólo produjo dos de los tracks antes de ser despedido) y luego hacer un álbum con un sonido más Rock Americano (On The Outside de 2005) fue nuestra manera de tratar de demostrarnos a nosotros mismos frente a nuestros detractores. El nuevo álbum es nosotros dándonos cuenta que fue innecesario y regresando al sonido que amamos y estabilizarnos en primer lugar". 

## Recepción
La respuesta inicial de los críticos a "All The Plans" fue generalmente favorable. De acuerdo a Metacritic, el cual asigna un puntaje promedio de calificación de 1 a 100 basado en la crítica de los medios, el álbum ha recibido una calificación promedio de 61 basado en 7 calificaciones.
El 5 de febrero de 2009 el periódico Washington Square News fue el primero en dar un review a All The Plans dándole una calificación positiva. Kadeen Griffiths del Washington Square News escribió que:
"El cuarto álbum de la banda es el primer tanto con Virgin Records como con el guitarrista de Rolling Stones Ronnie Woods. El resultado es una mezcla pegadiza de sólidos beats y fantásticas armónicas. La adición de lo sutil, suena como la pandereta en "Boy In Waiting" y la intro de piano en "Change My Mind" le da al álbum un toque hogareño y familiar. La pandereta y el piano puede que no sean lo más innovador, pero provee una vislumbre dentro del corazón y el soul de la banda trae sus sonidos simples.".
El 13 de febrero de 2009, Nigel Goulds del periódico Belfast Telegraph dijo que, "la banda ha servido otra colección de tracks arranca-corazones que de nuevo beneficia al excepcional set de cuerdas vocales de James Walsh- quien está domiciliado en Belfast la mayor parte del tiempo. No hay mucho que añadir al repertorio de Starsailor pero cuando producen canciones de grandeza tan ordenada ellos realmente están en un nivel que les es propio.
El 8 de marzo de 2009 Dan Cairns de The Times afirmó que: "lo que ha cambiado es que el autoconocimiento y ansiedad que marcó On the Outside de 2005 se ha ido. En All The Plans, Starsailor suena como "una banda enamorada de nuevo de ser una banda" además de añadir que "hay aquí un verdadero sentido de una banda que finalmente se asentó en su propia piel, y más bien gusta del sentimiento".
El 9 de marzo de 2009, Andrew Hirst de The Huddersfield Daily Examiner dijo que "ahora nueve años dentro de su desordenada carrera, Starsailor ha alcanzado una nueva cumbre con un álbum de elegancia aturdidora y presencia".
El 12 de marzo de 2009 The Glaswegian nombró a All The Plans "Álbum de la semana" aduciendo que "después de su último álbum, All The Plans puede ser visto como una parte de un regreso. Es también un regreso en forma, también, mientras que los chicos de Chorley pudieran haber perdido un poco de comba, ellos no han perdido su camino con la música emocional y melódica. La canción que lleva el título, que se jacta de una apariencia de Ronnie Wood de los Rolling Stones, podría ser una canción de Oasis en su máximo esplendor, mientras que la voz de James Walsh ha sonado raramente mejor que lo hace en Hurts Too Much. Las estrellas reales del show son la polémica Stars And Stripes y el penúltimo track del álbum Listen Up, que podría ser la mejor canción que la banda ha escrito".

## Sencillos
- El sencillo líder Tell Me It's Not Over fue lanzado el 2 de marzo de 2009. El primer sencillo ha sido tocado por la banda en varias presentaciones desde 2007 mientras estaban grabando su nuevo álbum.[2]
- " All The Plans" fue anunciado odicialmente como el siguiente sencillo del álbum el 16 de abril de 2009 por la banda.  La canción será lanzada el 15 de junio de 2009.

## All The Plans Tour
El 2 de diciembre de 2008, Starsailor.net anunció el primer tour de la banda en cuatro años para promocionar su próximo álbum. De acuerdo al sitio oficial, el tour de All The Plans está a punto de vender todas sus entradas.
El 3 de junio de 2009 fue confirmado por su sitio oficial que Starsailor viajará por Alemania, añadiendo también que estaban esperando confirmar más fechas del tour.
| Fecha                    | Ciudad                      | País              | Lugar                                                |
| ------------------------ | --------------------------- | ----------------- | ---------------------------------------------------- |
| Tour en Uk 2009          |                             |                   |                                                      |
| 26 de marzo de 2009      | Glasgow                     | Escocia           | ABC                                                  |
| 27 de marzo de 2009      | Mánchester                  | Inglaterra        | Manchester Ritz                                      |
| 28 de marzo de 2009      | Sheffield                   | Inglaterra        | Sheffield Leadmill                                   |
| 30 de marzo de 2009      | Liverpool                   | Inglaterra        | Liverpool Academy                                    |
| 31 de marzo de 2009      | Leeds                       | Inglaterra        | Leeds Met Uni                                        |
| 1 de abril de 2009       | Wolverhampton               | Inglaterra        | Wolves Wulfrun                                       |
| 3 de abril de 2009       | Oxford                      | Inglaterra        | Oxford Academy                                       |
| 4 de abril de 2009       | Portsmouth                  | Inglaterra        | Portsmouth Pyramid                                   |
| 5 de abril de 2009       | Bristol                     | Inglaterra        | Bristol Academy                                      |
| 7 de abril de 2009       | Cambridge                   | Inglaterra        | Cambridge Junction                                   |
| 8 de abril de 2009       | Norwich                     | Inglaterra        | Norwich UEA                                          |
| 9 de abril de 2009       | Londres                     | Inglaterra        | Shepherds Bush Empire London                         |
| 15 de abril de 2009      | Belfast                     | Irlanda del Norte | Spring & Airbrake                                    |
| 16 de abril de2009       | Dublín                      | Irlanda           | The Academy                                          |
| 2 de junio de 2009       | Londres                     | Inglaterra        | Crisis Hidden Gig series                             |
| 28 de junio de 2009      | Londres                     | Inglaterra        | Hard Rock Calling Festival                           |
| 11 de julio de 2009      | Balado                      | Escocia           | T in the Park                                        |
| 12 de julio de 2009      | Kildare                     | Irlanda           | Oxigen Festival 2009                                 |
| 22 de agosto de 2009     | Chelmsford                  | Inglaterra        | V Festival                                           |
| 23 de agosto de 2009     | Staffordshire               | Inglaterra        | V Festival                                           |
| 24 de agosto de 2009     | Edimburgo                   | Escocia           | Edge Festival                                        |
| Europa                   |                             |                   |                                                      |
| 28 de mayo de 2009       | Praga                       | República Checa   | Hard Rock Café de Praga                              |
| 8 de junio de 2009       | Atenas                      | Grecia            | Ejekt Festival, Olympic Fencing Center de Hellinicon |
| 21 de junio de 2009      | Estambul                    | Turquía           | Efes Pilsen One Love Festival                        |
| 5 de agosto de 2009      | Lokeren                     | Bélgica           | Lokerse Festival                                     |
| 9 de septiembre de 2009  | Zúrich                      | Suiza             | The Kaufleuten                                       |
| 10 de septiembre de 2009 | Le Noirmont                 | Suiza             | Chant du Gros Festival                               |
| Septembre 19, 2009       | Eindhoven                   | Holanda           | Effenaar                                             |
| 21 de septiembre de 2009 | Hamburgo                    | Alemania          | Fabrik                                               |
| 22 de septiembre de 2009 | Berlín                      | Alemania          | Postbahnhof                                          |
| 23 de septiembre de 2009 | Múnich                      | Alemania          | Theaterfabrik                                        |
| 24 de septiembre de 2009 | Milán                       | Italia            | Magazzini Generali                                   |
| 27 de septiembre de 2009 | Colonia                     | Alemania          | Gloria                                               |
| 28 de septiembre de 2009 | Ámsterdam                   | Países Bajos      | Melkweg                                              |
| 29 de septiembre de 2009 | Bruselas                    | Bélgica           | Ancienne Belgique                                    |
| 30 de septiembre de 2009 | París                       | Francia           | Elysee Montmatre                                     |
| Norteamérica             |                             |                   |                                                      |
| 1 de mayo de 2009        | West Hollywood, Los Ángeles | EE. UU.           | Troubadour Club                                      |
| Asia                     |                             |                   |                                                      |
| 24 de julio de 2009      | Gyeonggi-do                 | Corea del Sur     | Jisan Valley Rock Festival 2009                      |

## Canciones
El 28 de septiembre de 2007 Manchester Evening News reveló que para ese punto de la grabación del álbum Starsailor ya tenía dieciséis canciones.
El 3 de diciembre de 2008 fue confirmada la lista oficial de tracks de All the Plans y también se anunció la pre-orden de la edición de lujo de su nuevo álbum que contendrá material adicional
.
Edición estándar
|                  | Canción                          | Escritor                                                     | Producción    | Duración |
| ---------------- | -------------------------------- | ------------------------------------------------------------ | ------------- | -------- |
| EDICIÓN ESTÁNDAR |                                  |                                                              |               |          |
| Mundo            |                                  |                                                              |               |          |
| 1                | "Tell Me It's Not Over"          | James Walsh, James 'Stel' Stelfox, Ben Byrne, Barry Westhead | Steve Osborne | 3:23     |
| 2                | "Boy In Waiting"                 | James Walsh, James 'Stel' Stelfox, Ben Byrne, Barry Westhead | Steve Osborne | 2:31     |
| 3                | "The Thames"                     | James Walsh, James 'Stel' Stelfox, Ben Byrne, Barry Westhead | Steve Osborne | 3:14     |
| 4                | " All The Plans"                 | James Walsh, James 'Stel' Stelfox, Ben Byrne, Barry Westhead | Steve Osborne | 4:11     |
| 5                | "Neon Sky"                       | James Walsh, James 'Stel' Stelfox, Ben Byrne, Barry Westhead | Steve Osborne | 5:19     |
| 6                | "You Never Get What You Deserve" | James Walsh, James 'Stel' Stelfox, Ben Byrne, Barry Westhead | Steve Osborne | 4:17     |
| 7                | "Hurts Too Much"                 | James Walsh, James 'Stel' Stelfox, Ben Byrne, Barry Westhead | Steve Osborne | 3:41     |
| 8                | "Stars and Stripes"              | James Walsh, James 'Stel' Stelfox, Ben Byrne, Barry Westhead | Steve Osborne | 4:33     |
| 9                | "Change My Mind"                 | James Walsh, James 'Stel' Stelfox, Ben Byrne, Barry Westhead | Steve Osborne | 3:28     |
| 10               | "Listen Up"                      | James Walsh, James 'Stel' Stelfox, Ben Byrne, Barry Westhead | Steve Osborne | 4:19     |
| 11               | "Safe At Home"                   | James Walsh, James 'Stel' Stelfox, Ben Byrne, Barry Westhead | Steve Osborne | 2:57     |

### Edición de lujo
Al mismo tiempo que fue anunciada la fecha de lanzamiento de All the Plans se puso disponible la opción de pre-ordenar la Edición de Lujo del álbum que contendrá un booklet extendido, un Cd acústico y una descarga digital gratuita del EP Boy In Waiting. Los compradores de All the Plans en su edición de lujo tuvieron la opción de comprar los tiquets para el tour de Starsailor en preventa 48 horas antes de que salieran para la venta general.
Contenido Adicional de la Edición de Lujo: 

| #  | Title                 | Time |
| -- | --------------------- | ---- |
| 1. | Listen Up             | 4:06 |
| 2. | Tell Me It's Not Over | 3:44 |
| 3. | All The Plans         | 4:08 |
| 4. | Merry Go Round        | 3:31 |
| 5. | The Thames            | 3:56 |
| 6. | Change My Mind        | 3:48 |
| 7. | Stars And Stripes     | 4:36 |

'Merry Go Round' es una canción nueva, mientras que la versión de 'Listen Up' es completamente diferente a la lanzada en el álbum definitivo.  Se piensa que podría ser una primera versión de la canción.

## Rendimiento en las listas musicales
| País        | Lista musical                   | Primera Semana | Posición más alta |
| ----------- | ------------------------------- | -------------- | ----------------- |
| Argentina   | Argentine Albums Chart          | 30-03-2009     | 10                |
| Bélgica     | Belgian Albums Chart (Flanders) | 16-03-2009     | 12                |
| Reino Unido | Top 75 Albums                   | 16-03-2009     | 26                |
| Suiza       | Swiss Albums Top 100            | 16-03-2009     | 31                |
| Austria     | Austria Albums Top 75           | 16-03-2009     | 60                |
| Alemania    | Dutch Albums Top 100            | 16-03-2009     | 90                |
| Francia     | France Albums Top 150           | 30-03-2009     | 140               |

## Fecha de realización
Inicialmente había sido anunciado por James Walsh a Spin.com, EMI no les había asignado una fecha de lanzamiento pero la banda estaba pensando en "un lanzamiento para septiembre". La fecha del lanzamiento del próximo álbum de Starsailor fue reprogramada para febrero de 2009.
De acuerdo a Walsh, la banda se sintió frustrada después de esta decisión tomada por EMI de posponer la fecha de lanzamiento del álbum 6 meses.
El líder James Walsh dijo:
"Es gracioso, porque estaba leyendo los comentarios de Lily Allen sobre EMI posponiendo su álbum y eso me hizo reír porque nosotros estamos en una situación similar. Estamos esperando que EMI nos de una fecha de lanzamiento, pero parece que será enero para el sencillo y febrero para el álbum". Por otra parte, un vocero de EMI dijo que: "la banda está haciendo algunas mezclas y entonces la fecha de lanzamiento será confirmada."
Algunos día más tarde, James Walsh expresó una opinión más positiva acerca del aplazamiento del álbum: "Usualmente nosotros entregamos el álbum muy rápido, y luego nos sentamos y pensamos: tal vez podríamos haber hecho el álbum mejor (...) Con este, no podemos dejarlo ir. Lo necesitamos para lanzarlo y sacarlo de nuestras manos. Dejamos de desordenarlo, es muy bueno"
"Queremos asegurarnos de ser la banda más grande que esté realizando un álbum en la semana que lo lancemos." dijo James Walsh.
El 16 de octubre de 2008 fue anunciado que el nuevo álbum de Starsailor sería lanzado con su nuevo sello discográfico (Virgin) y será lanzado para marzo de 2009, debido a que ellos estaban trabajando en estos momentos con todo un nuevo equipo que promociona su cuarto álbum.
De acuerdo a James Walsh, cuando la banda estaba grabando una sesión en vivo para Radio 2 el 13 de enero de 2009, los presentadores del programa radial Mark Radcliffe y Stuart Maconie abordaron el hecho de que Starsailor lanzaría 'All The Plans' el mismo día que U2, y también sugirieron llamar a Bono "y apostar con una moneda, quien movería su fecha de lanzamiento". Bono pidió cara ganando y All The Plans fue pospuesto por una semana. Walsh, James; Stelfox, James; Westhead, Barry; Byrne, Ben.  (enlace roto disponible en Internet Archive; véase el historial, la primera versión y la última). Sin embargo, el 9 de marzo de 2009, Walsh explicó en una entrevista concedida a BBC News que en realidad ellos le dejaron un mensaje a Bono preguntándole si estaba bien que ellos movieran su álbum al 9 de marzo. Bono no respondió, así que ellos asumieron que estaba bien

## Intérpretes
- Cantante: James Walsh
- Guitarra: James Walsh, Richard Warren and Ronnie Wood
- Teclado: Barry Westhead
- Bajo: James 'Stel' Stelfoz
- Batería: Ben Byrne

Producción
- Productor: Steve Osborne
- Mastering: Bob Ludwig y Andy "Hippy" Baldwin
- Ingeniero: Scott McCornick
- Mánager: Andrew, Martin, Steve and Claire
- Diseño: Joe Hollick
- Ejecutivo de A & R: Chris Briggs
- Té & Simpatía: Barriemore Barlow